# Andrés Urrutia Badiola
Andres Urrutia Badiola (Durango, País Basc, 1954-) és un notari, economista i escriptor basc, president de la Reial Acadèmia de la Llengua Basca des de l'any 2005.
Llicenciat en Dret per la Universitat de Deusto (1976). Va ser notari a Ondarroa des de 1981 fins a 1994, establint-se a Bilbao des d'aquest any. És professor de la Universitat de Deusto, on imparteix classes tant en euskara com en castellà.
Va ser membre del Consell Assessor del Basc des de 1984 fins a 1988. Ha participat en nombrosos treballs lexicogràfics i terminològics per exemple: "Euskara legebidean" (en col·laboració amb Gotzon Lobera), "Euskara, zuzenbidearen hizkera" i "Bizkaiko Batzar Nagusiak eta euskara: 1833–1877". També és col·laborador de l'institut Labayru.
Com a escriptor ha realitzat diverses traduccions i publicat dos llibres de narracions:
- Orrialdeak 1992, Labayru.
- Berbondo 2004, Labayru.

El 1997 va ser nomenat membre numerari de la Reial Acadèmia de la Llengua Basca. El 27 de gener de 2005 va ser elegit president de la Reial Acadèmia de la Llengua Basca per substituir Jean Haritxelhar, convertint-se així en el setè president de l'Acadèmia. Des de 2009és membre corresponent de la Secció Filològica de l'Institut d'Estudis Catalans.